# خافيير أمبرويس
خافيير أمبرويس (بالإسبانية: Javier Ambrois)‏ مواليد 9 مايو 1932 في الأوروغواي - الوفاة 25 يونيو 1975، كان لاعب كرة قدم أوروغوياني كان يلعب كمهاجم. سبق له أن لعب في كأس العالم لكرة القدم مع منتخب بلاده.

## روابط خارجية
- خافيير أمبرويس على موقع الاتحاد الدولي (مؤرشف)  (الإنجليزية)
- خافيير أمبرويس على موقع قاعدة بيانات كرة القدم.إي يو (الإنجليزية)
- خافيير أمبرويس على موقع ناشيونال فوتبول تيمز (الإنجليزية)
- خافيير أمبرويس على موقع عالم كرة القدم.نت (الإنجليزية)